# رودخانه ماه (مجموعه تلوزیونی)
بازگشت ایلجیما (به کره‌ای: 돌아온 일지매) که با نام‌های «رودخانه ماه»  و «پایان رؤیا» هم شناخته می‌شود، سریالی کره‌ای است که در کره جنوبی توسط کمپانی گروه هشت تولید و از ژانویه تا آوریل ۲۰۰۹ از ام‌بی‌سی پخش شد.
نام نخستین این سریال «ایلجیما» بود که برای اشتباه نشدن با نسخه‌ای از این سریال که توسط اس‌بی‌اس در سال ۲۰۰۸ بنمایش در آمد به «بازگشت ایلجیما» تغییر یافت.

## بازیگران
1. «جونگ ایل وو» در نقش «ایلجیما»
2. «یون جین سو» در نقش «وول هی» (عاشق ایلجیما)
3. «جونگ‌های یونگ» در نقش «باک ما» (مادر واقعی ایلجیما)
4. «کیم مین جونگ» در نقش گو جا میونگ
5. جون سو یون در نقش سو ریون (دختر جنگجوی همراه گو جا میونگ)

## داستان
رودخانهٔ ماه (بازگشت ایلجیما) در واقع دنبالهٔ سریال «ایلجیما» می‌باشد. این سریال حکایت مردی نیرومند و خوش‌سیما است که به سود مردم ستمدیده با اشراف فاسد می‌جنگد و با دستبرد به آنها مال و بعدتر جان آنها را به خطر می‌اندازد و این‌چنین مایهٔ شادی فرودست‌ها می‌شود به گونه‌ای که همه جا در کوی و برزن سخن از او و دلیری‌های او می‌رود و مردم مشتاقانه داستان نبردهای او را که از سوی پسربچه‌ای نقل می‌شود گوش می‌کنند و او را پشتوانهٔ خود می‌شمارند.
نام این قهرمان ایلجیما است. پدر ایلجیما در زمان کودکی او، باک‌ما (مادر ایلجیما) را از خود راند و ایلجیما را نیز رها کرد. او به سرپرستی یک زن و شوهر چینی بزرگ می‌شود و برای یافتن پدر و مادر واقعی‌اش به کره بازمی‌گردد...